# They Might Be Giants (album)
They Might Be Giants är det amerikanska rockbandet They Might Be Giants debutalbum, släppt 1986. Två låtar från albumet släpptes som singlar, "Don't Let's Start" och "(She Was A) Hotel Detective".
Singeln "Don't Let's Start" hjälpte med albumets popularitet.
Den amerikanska musikjournalisten Robert Christgau gav albumet A i betyg.

## Låtlista
Alla låtar skrevs av John Flansburgh och John Linnell.
Sida ett
1. "Everything Right Is Wrong Again" - 2:20
2. "Put Your Hand Inside the Puppet Head" - 2:12
3. "Number Three" - 1:27
4. "Don't Let's Start" - 2:36
5. "Hide Away Folk Family" - 3:21
6. "32 Footsteps" - 1:36
7. "Toddler Hiway" - 0:25
8. "Rabid Child" - 1:31
9. "Nothing's Gonna Change My Clothes" - 1:58

Sida två
1. "(She Was A) Hotel Detective" - 2:10
2. "She's an Angel" - 2:37
3. "Youth Culture Killed My Dog" - 2:51
4. "Boat of Car" - 1:15
5. "Absolutely Bill's Mood" - 2:38
6. "Chess Piece Face" - 1:21
7. "I Hope That I Get Old Before I Die" - 1:58
8. "Alienation's for the Rich" - 2:25
9. "The Day" - 1:27
10. "Rhythm Section Want Ad" - 2:21

## Musiker
They Might Be Giants
- John Flansburgh - sång, gitarr, elbas, munspel, programmering
- John Linnell - sång, dragspel, keyboard, saxofon, syntbas, programmering

Andra musiker
- Eugene Chadbourne - gitarr på "Absolutely Bill's Mood"
- Margaret Seiler - sång på "Boat of Car"